# Lekkoatletyka na Letnich Igrzyskach Olimpijskich 1968 – bieg na 5000 m mężczyzn
Bieg na 5000 metrów mężczyzn podczas XIX Letnich Igrzysk Olimpijskich w Meksyku rozegrano 15 (eliminacje) i 17 października 1968 (finał) na Estadio Olímpico Universitario. Zwycięzcą został reprezentant Tunezji Mohammed Gammoudi.

## Rekordy

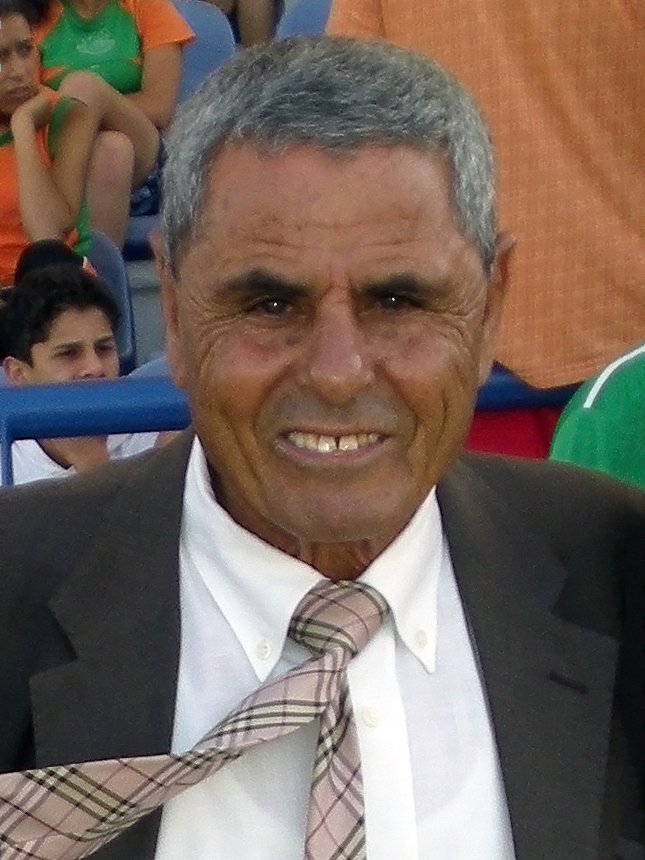
Mohammed Gammoudi

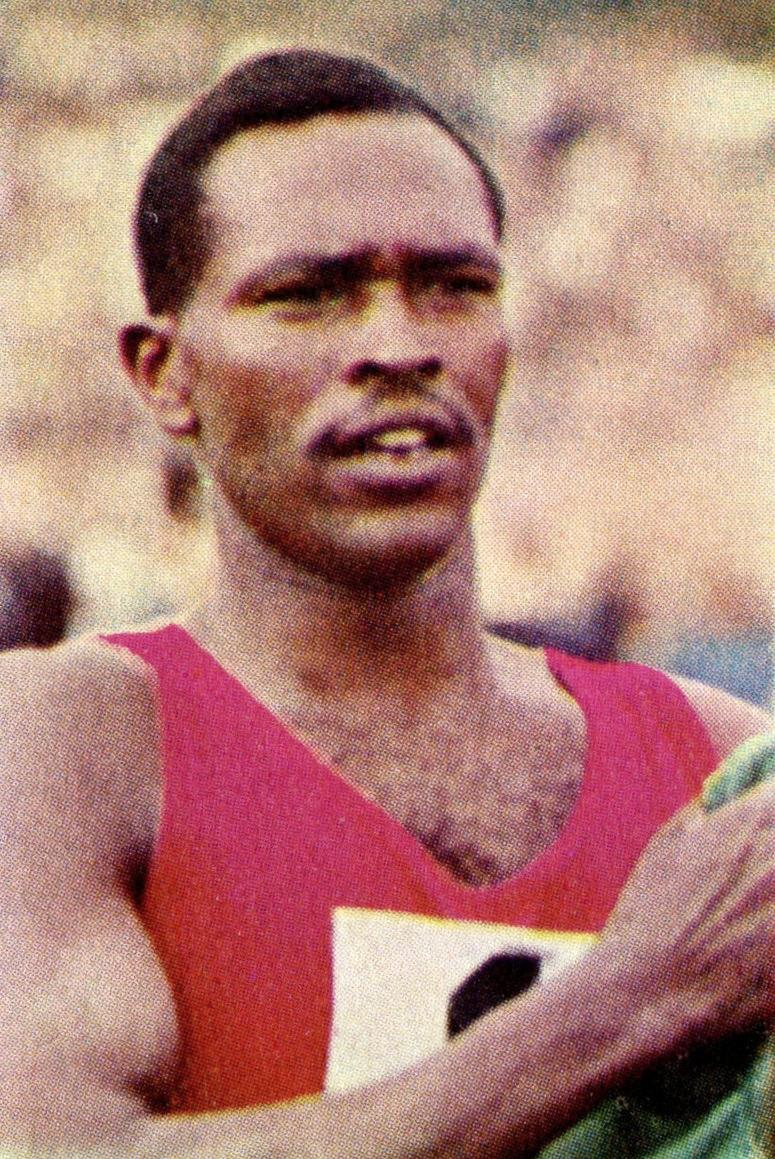
Kipchoge Keino

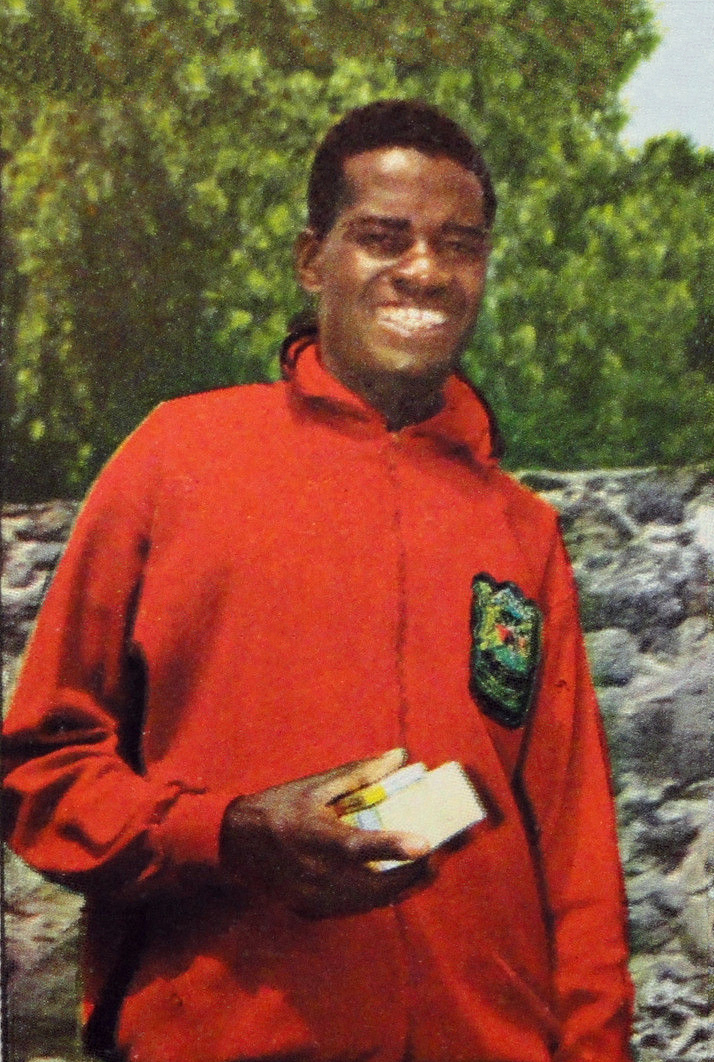
Naftali Temu

|                   | zawodnik      | narodowość | czas    | data                   | miejsce   |
| ----------------- | ------------- | ---------- | ------- | ---------------------- | --------- |
| Rekord świata     | Ron Clarke    | Australia  | 13:16,6 | 5 lipca 1966(dts)      | Sztokholm |
| Rekord olimpijski | Wołodymyr Kuc | ZSRR       | 13:39,6 | 28 listopada 1956(dts) | Melbourne |

## Wyniki
| Poz. - pozycja |
| – rekord świata \| – rekord krajowy \| – rekord życiowy \| = – wyrównany rekord życiowy \| · – najlepszy wynik w sezonie \| = – wyrównany najlepszy wynik w sezonie \| – rekord olimpijski |
| Fn – falstart \| DNF – nie ukończył \| DNS – nie wystartował \| DSQ – zdyskwalifikowany |

### Eliminacje
Rozegrano trzy biegi eliminacyjne. Do finału awansowało po pięciu najlepszych zawodników z każdego biegu (Q).

#### Bieg 1
| Poz. | Zawodnik              | Narodowość                   | Rezultat | Uwagi |
| ---- | --------------------- | ---------------------------- | -------- | ----- |
| 1    | Kipchoge Keino        | Kenia                        | 14:28,4  | Q     |
| 2    | Mohammed Gammoudi     | Tunezja                      | 14:29,0  | Q     |
| 3    | Mamo Wolde            | Etiopia                      | 14:29,8  | Q     |
| 4    | Bob Finlay            | Kanada                       | 14:31,8  | Q     |
| 5    | Emiel Puttemans       | Belgia                       | 14:34,6  | Q     |
| 6    | Bernd Dießner         | NRD                          | 14:41,0  |       |
| 7    | Raszyd Szarafietdinow | ZSRR                         | 14:44,0  |       |
| 8    | Dick Taylor           | Wielka Brytania              | 14:46,6  |       |
| 9    | Keisuke Sawaki        | Japonia                      | 15:00,8  |       |
| 10   | György Kiss           | Węgry                        | 15:13,0  |       |
| 11   | Lou Scott             | Stany Zjednoczone            | 15:13,6  |       |
| 12   | Esau Adenji           | Kamerun                      | 15:46,2  |       |
| 13   | Gabriel M’Boa         | Republika Środkowoafrykańska | 17:33,0  |       |
| 14   | Juan Valladares       | Honduras                     | 18:21,6  |       |
| –    | Efraín Cordero        | Salwador                     | DNS      |       |
| –    | Arne Risa             | Norwegia                     | DNS      |       |

#### Bieg 2
| Poz. | Zawodnik             | Narodowość        | Rezultat | Uwagi |
| ---- | -------------------- | ----------------- | -------- | ----- |
| 1    | Naftali Temu         | Kenia             | 14:20,4  | Q     |
| 2    | Ron Clarke           | Australia         | 14:20,8  | Q     |
| 3    | Wohib Masresha       | Etiopia           | 14:27,0  | Q     |
| 4    | Jack Bacheler        | Stany Zjednoczone | 14:31,0  | Q     |
| 5    | Nikołaj Swiridow     | ZSRR              | 14:38,8  | Q     |
| 6    | Ahmed Zammel         | Tunezja           | 14:54,0  |       |
| 7    | Alan Blinston        | Wielka Brytania   | 15:06,2  |       |
| 8    | Werner Schneiter     | Szwajcaria        | 15:08,2  |       |
| 9    | Mustafa Musa         | Uganda            | 15:10,2  |       |
| 10   | Edward Stawiarz      | Polska            | 15:13,8  |       |
| 11   | Werner Girke         | RFN               | 15:20,8  |       |
| 12   | Rafael Pérez         | Kostaryka         | 15:41,4  |       |
| 13   | Benjamin Silva-Netto | Filipiny          | 17:10,2  |       |
| 14   | Clovis Morales       | Honduras          | 18:40,2  |       |
| –    | Álvaro Mejía         | Kolumbia          | DNS      |       |
| –    | Manuel de Oliveira   | Portugalia        | DNS      |       |

#### Bieg 3
| Poz. | Zawodnik         | Narodowość        | Rezultat | Uwagi |
| ---- | ---------------- | ----------------- | -------- | ----- |
| 1    | Jean Wadoux      | Francja           | 14:19,8  | Q     |
| 2    | Juan Martínez    | Meksyk            | 14:20,0  | Q     |
| 3    | Harald Norpoth   | RFN               | 14:20,6  | Q     |
| 4    | Rex Maddaford    | Nowa Zelandia     | 14:20,8  | Q     |
| 5    | Fikru Deguefu    | Etiopia           | 14:21,6  | Q     |
| 6    | Bob Day          | Stany Zjednoczone | 14:23,2  |       |
| 7    | Łeonid Mykytenko | ZSRR              | 14:44,0  |       |
| 8    | Allan Rushmer    | Wielka Brytania   | 15:05,2  |       |
| 9    | Julio Quevedo    | Gwatemala         | 15:23,0  |       |
| –    | Roland Brehmer   | Polska            | DNF      |       |
| –    | Dave Ellis       | Kanada            | DNF      |       |
| –    | Robert Hackman   | Ghana             | DNS      |       |
| –    | Lajos Mecser     | Węgry             | DNS      |       |
| –    | Larbi Oukada     | Maroko            | DNS      |       |
| –    | Michaił Żelew    | Bułgaria          | DNS      |       |

### Finał
| Poz. | Zawodnik          | Narodowość        | Rezultat | Uwagi |
| ---- | ----------------- | ----------------- | -------- | ----- |
| 1    | Mohammed Gammoudi | Tunezja           | 14:05,0  |       |
| 2    | Kipchoge Keino    | Kenia             | 14:05,2  |       |
| 3    | Naftali Temu      | Kenia             | 14:06,4  |       |
| 4    | Juan Martínez     | Meksyk            | 14:10,8  |       |
| 5    | Ron Clarke        | Australia         | 14:12,4  |       |
| 6    | Wohib Masresha    | Etiopia           | 14:17,6  |       |
| 7    | Nikołaj Swiridow  | ZSRR              | 14:18,4  |       |
| 8    | Fikru Deguefu     | Etiopia           | 14:19,0  |       |
| 9    | Jean Wadoux       | Francja           | 14:20,8  |       |
| 10   | Rex Maddaford     | Nowa Zelandia     | 14:39,8  |       |
| 11   | Bob Finlay        | Kanada            | 14:45,0  |       |
| 12   | Emiel Puttemans   | Belgia            | 14:59,6  |       |
| –    | Harald Norpoth    | RFN               | DNF      |       |
| –    | Jack Bacheler     | Stany Zjednoczone | DNS      |       |
| –    | Mamo Wolde        | Etiopia           | DNS      |       |